# Gerulata

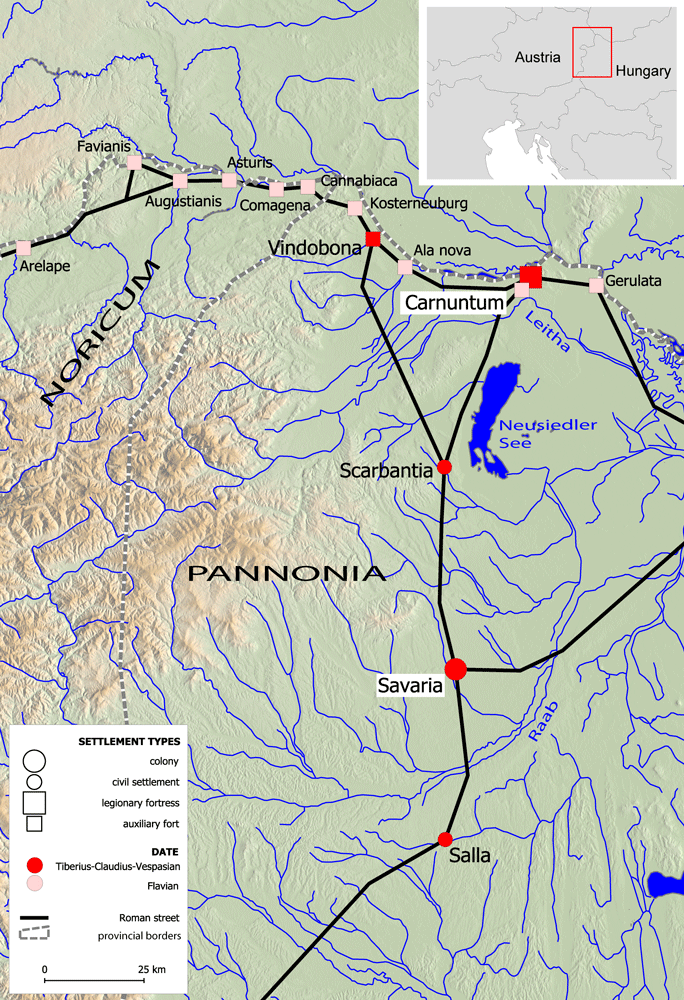
Położenie Gerulaty w Górnej Panonii w stosunku do Carnuntum

Gerulata – rzymski obóz wojskowy znajdujący się w bratysławskiej dzielnicy Rusovce. Stanowisko archeologiczne i oddział Muzeum Miasta Bratysławy.
Gerulata była częścią limesu – systemu rzymskich umocnień granicznych, chroniących Imperium przed ludami barbarzyńskimi. Główny obóz powstał na początku II wieku n.e. (choć prawdopodobnie pierwsze budynki i oddziały wojskowe pojawiły się w tym miejscu już wiek wcześniej). Był pierwszym obozem na linii granicznej wzdłuż Dunaju od Carnuntum (na terenie Austrii) do Ad Flexum (w miejscu węgierskiego Mosonmagyaróvár), broniącym prowincji Pannonia Superior (Górnej Pannoni; w II wieku n.e. prowincja Panonia została podzielona na Górną i Dolną). Pełnił on ważną funkcję osłaniania od wschodu stolicy Górnej Panonii, którą było Carnuntum, oddalonej o 14 kilometrów. Nazwa miejscowa została przypuszczalnie zaczerpnięta z języka Celtów, zamieszkujących tereny na północ od limesu.
O Gerulacie wspominano w antycznych źródłach Itinerarium Antonini oraz Notitia dignitatum. Położenie obozu zaznaczono na rzymskiej mapie z IV stulecia – tzw. Tabula Peutingeriana.

## Obóz wojskowy
Pierwsza część Gerulaty mogła powstać podczas rządów dynastii Flawiuszy. Według niektórych teorii opartych na znaleziskach, przy budowie mieli wtedy pomagać i początkowo stacjonować żołnierze z X (legio X Gemina et Pia Fidelis), XIII (XIV, legion podwójny LEGXIIIG) i XV legionu (XV Apollinaris, który około 119 został przeniesiony do Kapadocji); wszystkie obozowały również w Carnuntum. Pewne jest, że od początku II wieku n.e. stacjonowała tam elitarna jednostka kawalerii Ala Prima Canannefatum (I Canannefatum). Z odnalezionych inskrypcji wynika, że miały też stacjonować oddziały z II legionu, XVIII kohorty ochotników (cohors XIIX Voluntariorum Civium Romanorum) oraz V kohorta.  Na przełomie II i III n.e. przebywała w Gerulacie I kohorta łuczników (Alelia Sagittariorum – COH I AS). W antycznym dokumencie Notitia dignitatum jest wzmianka o konnej jednostce łuczników (strzelców – equites sagittari).
Obóz wojskowy (castrum Romanum), podobnie jak inne tego rodzaju, miał powierzchnię 2–4 hektarów i kształt kwadratu. Chroniony był wałami lub murem, dodatkowo również wykopaną przed nimi fosą, a w rogach obwarowań znajdowały się wieże strażnicze. Wejście do obozu odbywało się jedną z czterech bram.
Ponieważ w przeszłości Dunaj miał w tej okolicy nieco inny przebieg, jest możliwe, że w pobliżu obozu znajdował się także bród, jednak dzisiaj nie można tego stwierdzić.

## Osada cywilna
Nieodłączną częścią obozu była osada cywilna (vicus), rozciągająca się wzdłuż murów, poza terenem części wojskowej. Głównym zadaniem osady była obsługa żołnierzy – mieszkali w niej rzemieślnicy, handlarze, znajdowały się w niej świątynie oraz obiekty użytku publicznego. W pobliżu osady grzebano zmarłych – w Gerulacie zachowały się liczne kamienie nagrobne oraz fragmenty ołtarzy wotywnych. Wynika z nich, że mieszkańcy vicusa oprócz tradycyjnego rzymskiego panteonu czcili również bóstwa Etrusków oraz zaczerpnięte z dalekich wschodnich prowincji – Syrii, Frygii (bogini Kybele), Egiptu (bogini Izyda), a także persko-irańskiego Mitrę.

## Aktywność militarna
Pierwsze dziesięciolecia istnienia Gerulaty były okresem pokoju. Bezczynność sprzyjała demoralizacji wojska – dlatego zarządzano ciągłe patrole i wyprawy na tereny położone za Dunajem. Pierwszą ciężką próbą były wojny markomańskie (167–180), kiedy Gerulata znalazła się w samym centrum działań wojennych. Z tego okresu zachowały się w Gerulacie nagrobki żołnierzy II legionu pomocniczego (wyprawiał się przeciw Kwadom w dolinę Wagu, stacjonował w obozie Laugarico – w pobliżu Trenczyna, gdzie do dziś zachowała się słynna rzymska inskrypcja wyryta w skale) oraz II legionu italskiego.

## Gerulata po okresie rzymskim
W IV wieku n.e. granice rzymskie były ciągle napierane przez ludy barbarzyńskie. Obszar Gerulaty został zmniejszony, mniej liczna stała się też załoga wojskowa. W 395 Markomanowie zniszczyli Carnuntum i w tym też okresie limes właściwie przestał istnieć – wojsko wycofało się w głąb kraju, aby bronić zagrożonych prowincji centralnych. Gerulata, podobnie jak inne punkty rzymskiej granicy, została opuszczona. Podczas wędrówek ludów na jej ruinach pojawili się Germanie, Sarmaci, Hunowie, a wreszcie Słowianie i Madziarzy. Z okresu przemarszu wielkich mas ludzkich pochodzi kilkaset grobów (być może longobardzkich), w których pochowano oprócz ludzi także psy i konie.
W średniowieczu na kopcu, wyrosłym nad ruinami, powstał zamek, od którego wzięła się nazwa wsi – Karlburg i Oroszvár. Na pewien czas o rzymskich śladach zapomniano.
Ponownie o lokalizacji Gerulaty w ówczesnym węgierskim Oroszvár zaczęto pisać w renesansie (jednak najczęściej sytuowano ją błędnie), a w większym stopniu od XVIII wieku. Prace archeologiczne rozpoczęto pod koniec XIX stulecia za zgodą właścicielki tych terenów, grafiny Laury Henckel, pod kierownictwem Ágosta Sötéra, kustosza muzeum w Mosonmagyaróvárze. Archeologowie węgierscy prowadzili prace także w latach 30. i 40. XX wieku. Po 1947, kiedy Rusovce przyłączono do Czechosłowacji, zainteresowali się nimi słowaccy badacze. Intensywne wykopaliska zaczęto w latach 60. – usunięto pozostałości średniowiecznego zamku, odsłaniając pozostałości po obozie – było to stanowisko Bergl (od niemieckiego „kopiec”), gdzie znajduje się dzisiejsze muzeum. Również w innych miejscach wsi odkopano lub znaleziono pamiątki po Gerulacie. Przy okazji odkryto fragmenty zabudowań, które mogły świadczyć, że w przeciągu czterech stuleci obóz zmieniał swoją lokalizację lub, że w pobliżu głównego znajdował się drugi obóz. Jego dokładne sytuowanie i datowanie jest niemożliwe, ponieważ w późniejszych wiekach nowe osadnictwo niemal zupełnie zniszczyło to, co z niego jeszcze pozostało.
Główny obóz znajdował się w miejscu gdzie dzisiaj stoi kościół ewangelicki oraz w najbliższych okolicach, natomiast osada cywilna na części współczesnej ulicy Balkánskiej i Kovacsovej, a także na Irkutskom námestí i koło kościoła św. Magdaleny. Dotarcie do wielu miejsc jest już niewykonalne – w ich miejscu stoi współczesna zabudowa.
Na terenie muzeum można oglądać niewielki fragment wykopalisk – odsłonięto resztki wieży wartowniczej. Stała na 12 kamiennych słupach, w środku znajdowała się studnia. Wieżę otaczał obwodowy mur, o wymiarach 30 na 30 metrów, o grubości 2.4 metra. W pobliżu widać też pojedyncze pozostałości innych budynków. Wykopaliska pochodzą z różnych okresów istnienia obozu – od II do IV wieku n.e.. W zadaszonym lapidarium prezentowana jest skromna część znalezionych przez archeologów przedmiotów, kamiennych inskrypcji i ołtarzy. Najbardziej wartościowe zbiory przeniesiono do Słowackiego Muzeum Narodowego w Bratysławie.